# 多勒維爾 (密歇根州)
多勒維爾（英語：Dollarville）是位於美國密歇根州盧斯縣麥克米倫鎮區的一個非建制地區。

## 地理
多勒維爾所處的海拔為高於海平面221米（即725英呎），而該地所採用的時區為UTC-5，即北美东部時區（EST）。同時該地設有夏令時間，為UTC-5調快一小時，即UTC-4（EDT）。